# بریز (ایلینوی)
بریز، ایلینوی (به انگلیسی: Breese, Illinois) یک شهر در ایالات متحده آمریکا با جمعیت ۴٬۲۲۱ نفر است که در ایلی‌نوی واقع شده‌است.

## موقعیت جغرافیایی
موقعیت جغرافیایی شهرها و مناطق اطراف به شرح زیر است: